# Vuelos Internos Privados
Vuelos Internos Privados (im Markenauftritt VIP) war eine ecuadorianische Fluggesellschaft mit Sitz in Quito, die im Jahr 2012 in AeroGal aufgegangen ist.

## Geschichte
Vuelos Internos Privados S.A. wurde 1997 als Charterfluggesellschaft gegründet. Die Aufnahme des Flugbetriebs erfolgte mit einer Dornier 328, die das Unternehmen im Juli 1997 übernahm.  Ab 2001 führte VIP auch regionale  Linienflüge im Inland durch. Der Konzern Synergy Group, der unter anderem auch die Mehrheit an der Avianca Holdings hält, kaufte die Regionalfluggesellschaft im Jahr 2003 vollständig auf. Avianca Holdings fusionierte VIP im Jahr 2012 mit der Fluggesellschaft AeroGal, die ihr ebenfalls gehört.

## Flugziele
Im Jahr 2010 führte VIP von Quito ausgehende Linienflüge nach El Coca und Nueva Loja durch. Verbindungen von Quito nach Manta und Cuenca beflog AeroGal im Codesharing mit dem Unternehmen. Zudem war VIP auch im Charterverkehr tätig, unter anderem für die Erdölindustrie.

## Flotte
Im Frühjahr 2010 bestand die Flotte der VIP aus drei Flugzeugen Dornier 328-110.